# 大国村 (茨城県)
大国村（おおくにむら）は茨城県真壁郡にかつて存在した村である。

## 地理
- 現在の桜川市の中部、旧大和村の西部に位置する。
- 村は桜川の西岸に位置する。

## 歴史

### 村名の由来
大国玉神社が著名であったことから。

### 村域の変遷
- 1889年（明治22年）4月1日 - 町村制施行により、大国玉村、高久村、青木村、高森村、金敷村が合併して真壁郡大国村が発足。
- 1954年（昭和29年）1月22日 - 雨引村と合併して大和村が発足。同日大国村廃止。

#### 変遷表
| 1868年 以前 | 1889年 4月1日 | 1954年 1月22日 | 2005年 10月1日 | 現在   |
| ----------- | ------------- | -------------- | -------------- | ------ |
| 青木村      | 大国村        | 大和村         | 桜川市         | 桜川市 |
| 高森村      | 大国村        | 大和村         | 桜川市         | 桜川市 |
| 大国玉村    | 大国村        | 大和村         | 桜川市         | 桜川市 |
| 高久村      | 大国村        | 大和村         | 桜川市         | 桜川市 |
| 金敷村      | 大国村        | 大和村         | 桜川市         | 桜川市 |

## 大字
- 青木（あおき）
- 高森（たかもり）
- 大国玉（おおくにたま）
- 高久（たかく）
- 金敷（かなしき）

## 人口・世帯

### 人口
総数 [単位：人]
| 1889年（明治22年） | 2,279 |
| 1891年（明治24年） | 2,658 |
| 1920年（大正 9年） | 3,099 |
| 1935年（昭和10年） | 3,473 |
| 1950年（昭和25年） | 4,136 |

### 世帯
総数 [単位：世帯]
| 1920年（大正 9年） | 587 |
| 1935年（昭和10年） | 564 |
| 1950年（昭和25年） | 697 |